# Almeno tu nell'universo (film)
Almeno tu nell'universo è un film del 2011 diretto da Andrea Biglione.

## Trama
Il ventenne Marco è un ragazzo schivo e riservato, con un brutto rapporto col padre. Vive in un appartamento assieme al suo amico Andrea, un donnaiolo che si innamora perdutamente di una ragazza di nome Dafne. Marco pratica motocross; nel corso di un salto da una rampa rischia di investire un altro motociclista che poi si rivela essere una ragazza, Giulia.
Mentre si stavano cambiando, la ragazza appoggia il cellulare sulla panchina, così inavvertitamente i due ragazzi si scambiano il cellulari. Quando Giulia si accorge dello scambio, chiama il suo numero perché vuole riavere il suo cellulare, in questo modo i due si incontrano nuovamente e si innamorano. Tra Dafne e Andrea è maretta: dopo che la ragazza ha scoperto che lui è un tossico che possiede un'agendina con dettagliate tutte le prestazioni sessuali con altre ragazze sordomute lo lascia, per poi perdonarlo avendo compreso che i suoi sentimenti sono autentici. Giulia purtroppo ha un tumore al cervello, ma nonostante un'operazione chirurgica, muore. Distrutto dal dolore Marco, fa un ultimo salto da un dirupo enorme e, mentre pensa alla sua amata Giulia, riesce a superare anche la gola.

## Il titolo
Il titolo è quello della canzone Almeno tu nell'universo, scritta da Bruno Lauzi e Maurizio Fabrizio e portata al successo da Mia Martini.